# Rio Grande Credit Union Field at Isotopes Park
Il Rio Grande Credit Union Field at Isotopes Park, detto solamente Isotopes Park, è uno stadio multiuso, ma principalmente di baseball, ubicato ad Albuquerque, New Mexico, Stati Uniti d'America.
 Inaugurato ufficialmente nel 2003, l'impianto ospita le partite casalinghe degli Albuquerque Isotopes, squadra di baseball di Pacific Coast League, dal 2003, e quelle del New Mexico Utd, squadra di calcio di USL Championship, dal 2019. In passato aveva ospitato anche le gare casalinghe della squadra di baseball dell'Università del New Mexico, i New Mexico Lobos.
La struttura ha una capienza di 11.124 posti a sedere, che in base al tipo di evento possono essere espansi fino a 13.500.

## Storia
Nel 2000 Bob Lozinak, all’epoca proprietario degli Albuquerque Dukes, squadra affiliata ai Los Angeles Dodgers nella Triple-A, vendette la franchigia a un gruppo con sede a Portland, Oregon, che trasferì la squadra e la ribattezzò Portland Beavers. I Dukes avevano giocato ad Albuquerque per quasi 40 anni. Il loro stadio, l’Albuquerque Sports Stadium, era il secondo più antico della lega e si trovava in condizioni degradanti.
Trovare un nuovo proprietario e una nuova squadra non fu difficile. La Pacific Coast League aveva infatti delle squadre in Canada che intendeva ricollocare. Nel 2001, un gruppo guidato dall’imprenditore di Tampa Ken Young acquistò i Calgary Cannons con l’intento di trasferirli ad Albuquerque, a condizione che venisse costruito un nuovo stadio. Tuttavia, l’allora sindaco Jim Baca non riuscì a superare l’opposizione del consiglio cittadino, restio a impiegare fondi pubblici nel progetto.
Il dibattito si concentrò sull’opportunità di ristrutturare l’Albuquerque Sports Stadium per adattarlo esclusivamente al baseball oppure costruire un nuovo impianto nel centro città. Il sindaco Baca sottopose la questione a referendum e gli elettori approvarono con largo margine lo stanziamento di 25 milioni di dollari per finanziare il progetto.
Alla fine, quella che doveva essere una ristrutturazione si trasformò nella costruzione di un nuovo stadio. Dell’Albuquerque Sports Stadium originale restò praticamente solo il campo da gioco. Tuttavia, il nuovo impianto ne riprendeva la struttura generale, le dimensioni del campo e il sistema di collegamento tra panchina e spogliatoi. Era inoltre prevista la conservazione della celebre terrazza "drive-in", dove i tifosi potevano assistere alle partite direttamente dalle proprie auto, ma il piano fu abbandonato per ragioni di sicurezza, e l’area venne riconvertita in spazio giochi per bambini.
Come il suo predecessore, il nuovo stadio è noto per essere favorevole ai battitori, grazie all’alta quota e all’aria secca. Tuttavia, furono apportate modifiche per ridurre l'effetto del vento, tramite barriere che consentono una traiettoria più stabile della palla. Anche le recinzioni furono avvicinate leggermente al campo.

### Eventi principali
Il Isotopes Park ospitò il Triple-A All-Star Game 2007, vinto dalla International League per 7 - 5 sulla Pacific Coast League, davanti a 12.367 spettatori. La partita fu trasmessa su ESPN2 e alla radio. Valentino Pascucci di Albuquerque venne nominato MVP della PCL, mentre l’ex giocatore degli Isotopes Rob Stratton vinse l’Home Run Derby.
Il 23 giugno 2009, venne stabilito il record di affluenza per una singola partita (poi superato), quando Manny Ramírez disputò una gara di riabilitazione dopo una squalifica di 50 partite per doping. Gli Isotopes vinsero 1–0 contro i Nashville Sounds.
Il 20 settembre 2011, lo stadio ospitò la finale del Triple-A National Championship Game, tra i campioni della PCL e quelli della International League. I Columbus Clippers sconfissero gli Omaha Storm Chasers per 8–3, davanti a 9.569 spettatori.
Nel 2018, venne stabilito un nuovo record di affluenza con 16 975 spettatori in occasione della celebrazione del Cinco de Mayo, parte dell’iniziativa “Copa de la Diversión” della Minor League Baseball, durante la quale gli Isotopes hanno giocato come Mariachis de Nuevo México.
Nel 2020, la squadra ha sottoscritto un accordo commerciale per i diritti di denominazione con Rio Grande Credit Union, rinominando l’impianto in Rio Grande Credit Union Field at Isotopes Park.

### Università del New Mexico
Nel 2012, la squadra di baseball dell’Università del New Mexico, i New Mexico Lobos, si è classificata al 38º posto a livello nazionale tra le squadre di Division I NCAA per affluenza media, con una media di 1.618 spettatori per partita casalinga.

### Calcio
La squadra New Mexico United, franchigia di espansione della USL Championship, iniziò a giocare all'Isotopes Park il 9 marzo 2019. L’incontro inaugurale, terminato in un pareggio per 1–1 contro il Fresno FC, ha registrato 12 896 spettatori. Il record di affluenza per una partita fu stabilito il 17 agosto 2019, con 15 247 spettatori presenti alla sfida contro il Los Angeles Galaxy II.